# Adolf-Luther-Stiftung
Die Adolf-Luther-Stiftung wurde 1989 vom Lichtkünstler Adolf Luther in Krefeld gegründet. Der Zweck der Stiftung besteht in der Förderung und Unterstützung der Erforschung der geistigen Grundlagen der konkreten Kunst; der Bewahrung des künstlerischen Werkes des Stifters und seiner Sammlung. Außerdem verleiht die Stiftung regelmäßig einen Kunstpreis an junge Künstler.

## Kunstpreis der Adolf-Luther-Stiftung
Alle zwei Jahre verleiht die Stiftung einen mit 5.000 € dotierten Kunstpreis an junge Künstler, die jenseits der darstellenden, abbildenden Kunst arbeiten. 1996 wurde der Preis zweimal vergeben, während 1998, 2000 und 2008 keine Preisvergaben erfolgten. Die bisherigen Preisträger waren:
- 1994: Andreas Slominski
- 1996: Michel Verjux
- 1996: Bethan Huws
- 2002: Stephen Craig
- 2004: Martin Boyce
- 2006: Katja Strunz
- 2010: Julius Popp